# Showtime
Showtime је америчка претплатничка телевизијска мрежа чији је власник Paramount Media Networks. Програм првенствено чине биоскопски филмови и оригиналне телевизијске серије, заједно са мечевима бокса и мешовитих борилачких вештина, уз повремене специјале стендап комедије и телевизијске филмове.
Од септембра 2018. био је доступан у приближно 28 милиона домаћинстава у САД која су била претплаћена на телевизијски провајдер. У Србији је доступан преко платформе SkyShowtime.